# Rogier van 't Hek
Rogier van 't Hek (18 januari 1973) is een Nederlands voormalig hockeyer en redacteur/journalist.
Van 't Hek speelde 20 interlands (0 doelpunten) voor de Nederlandse hockeyploeg. In 1998 werd hij tijdens het WK in Utrecht wereldkampioen met Nederland. De verdediger kwam achtereenvolgens uit voor Gooische, Kampong, wederom Gooische en vanaf 1995 voor Amsterdam H&BC. In 1997 en 2003 werd hij landskampioen met Amsterdam. In 2003 stopte Van 't Hek met tophockey. Hij is onder meer gaan werken als hockeycommentator bij Sport1 en als hoofdredacteur bij Sanoma Media voor de websites NUsport.nl en Hockey.nl. Ook heeft hij enige tijd gewerkt voor het VPRO-programma Holland Sport. Van 't Hek is een neef van Youp en Tom van 't Hek.